# Leopold Heinrich Wilhelm von Schorror

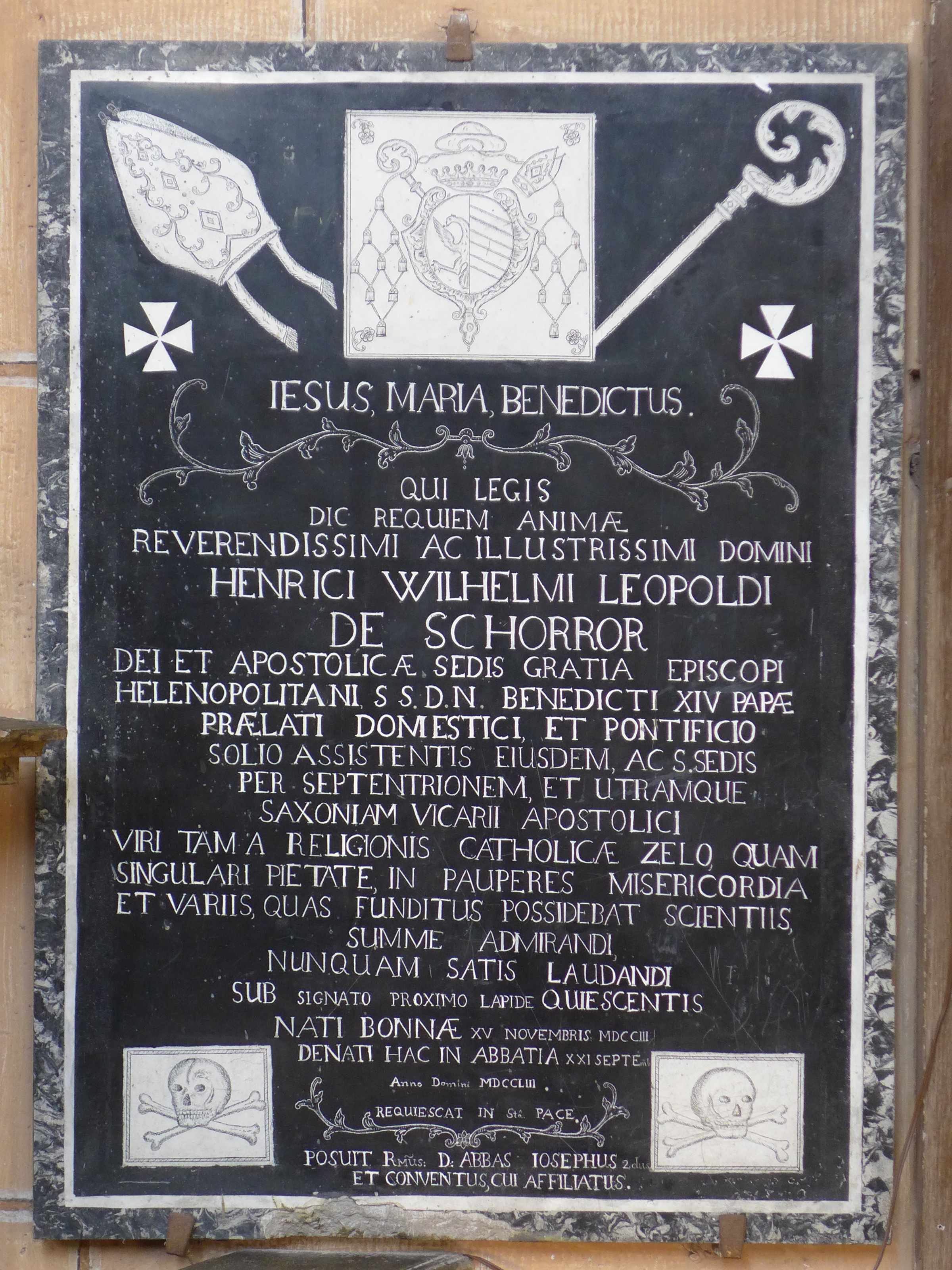
Epitaph Schorrors in der Klosterkirche Lamspringe. Die lateinische Inschrift besagt: „Jesus, Maria, Benedikt. – Der du dies liest, sprich ein Requiem für die Seele des hochwürdigsten und erlauchtesten Herrn Heinrich Wilhelm Leopold von Schorror, durch Gottes und des Apostolischen Stuhls Gnade Bischof von Helenopolis, Seiner Heiligkeit Papst Benedikts XIV. Hausprälat und Thronassistent und des Heiligen Stuhls Apostolischer Vikar für den Norden und beide Sachsen, eines höchst bewundernswerten und nie genug zu lobenden Mannes sowohl wegen seines Eifers für die katholische Religion als auch wegen seiner einzigartigen Frömmigkeit, seiner Barmherzigkeit zu den Armen und wegen verschiedener Wissenschaften, die er von Grund auf besaß, – der unter dem nahen beschrifteten Stein ruht, geboren in Bonn am 15. November 1703, verstorben in dieser Abtei am 21. September im Jahr des Herrn 1753. Er ruhe im heiligen Frieden. – Dies setzte der hochwürdigste Herr Abt Joseph II. und der Konvent, dem er angehört.“

Leopold Heinrich Wilhelm von Schorror (* 15. November 1703 in Bonn, Kurköln; † 21. September 1753 in Lamspringe, Hochstift Hildesheim) war ein römisch-katholischer Geistlicher, Titularbischof von Helenopolis in Bithynia und Apostolischer Vikar für Ober- und Niedersachsen.

## Leben
Schorror besuchte das Dreikönigsgymnasium in Köln, studierte an der Universität Löwen und erwarb das Lizentiat beider Rechte. Er war Kanoniker am Cassius-Stift in Bonn und kurkölnischer Rat. Am 2. Oktober 1728 wurde er zum Priester geweiht und noch im selben Jahr am 21. Dezember in Rom zum Bischof auf den Titel Helenopolis in Bithynia.
1730 wurde er zum Apostolischen Vikar für Ober- und Niedersachsen ernannt, speziell für Kurbrandenburg und die welfischen Herzogtümer. 1745 legte er das Amt erst 42-jährig nieder und starb acht Jahre später im Kloster Lamspringe.